# Svaneklapperne
Øgruppen Svaneklapperne strækker sig fra den sydlige del af Saltholm mod øst og nord.
Optræder på Johannes Mejers kort fra 1656 og på Generalstabskortet fra 1890.

## Eksternt links
1. ↑  Svaneklapperne på topografisk kort fra  miljoegis.mim.dk

- Beskrivelse fra GEUS Arkiveret 15. januar 2006 hos  Wayback Machine

|  | Denne artikel om lokaliteten Svaneklapperne kan blive bedre, hvis der indsættes et (bedre) billede. Du kan hjælpe ved at afsøge Wikimedia Commons for et passende billede eller lægge et op på Wikimedia Commons med en af de tilladte licenser og indsætte det i artiklen. |

55°36′25″N 12°48′0″Ø / 55.60694°N 12.80000°Ø